# Césaire de Naples
Césaire de Naples ou César de Naples, dit « le Valeureux » (en italien, Cesario di Napoli, « il Valoroso » ; fl. 846-870) est un chef militaire et un amiral italien du IXe siècle. Il commanda la flotte du duché de Naples.

## Biographie
Césaire est le deuxième fils du duc Serge Ier de Naples (840-864) et de Drosu. Son frère aîné, Grégoire, régnera sur le duché de Naples de 864 à 870.
En 846, il dirige le contingent napolitain présent lors de la victoire à Gaète des coalisés chrétiens sur les musulmans qui avaient attaqué Rome.
Il commande en 849 les Napolitains lors de la bataille navale d'Ostie.
En 859, Césaire dirige les soldats napolitains qui, conjointement aux troupes de la principauté de Salerne, du duché d'Amalfi et de Suessula, attaquent la principauté de Capoue et marchent sur sa capitale. Elles sont battues par le prince Landon II près du « Pont de Théodemond » sur le Volturno : Césaire, capturé avec 800 soldats, est conduit enchaîné à Capoue.
Opposé aux bonnes relations qu'entretenaient avec les Aghlabides son neveu le duc Serge II, Césaire est arrêté par ce dernier en 870 et emprisonné. Il meurt en détention.

## Sources primaires
- Gesta Episcoporum Neapolitanorum.
- Erchempert, Historia Langabardorum Beneventarnorum.